# Comuna Akmecetski Stavkî, Domanivka
Akmecetski Stavkî (în ucraineană Акмечетські Ставки) este o comună în raionul Domanivka, regiunea Mîkolaiiv, Ucraina, formată din satele Akmecetski Stavkî (reședința), Jovtneve și Ptîce.

## Demografie
Componența lingvistică a comunei Akmecetski Stavkî
     Ucraineană (94,82%)
     Rusă (4,19%)
     Alte limbi (0,99%)
Conform recensământului din 2001, majoritatea populației comunei Akmecetski Stavkî era vorbitoare de ucraineană (94,82%), existând în minoritate și vorbitori de rusă (4,19%).